# Hansika Motwani
Hansika Motwani, nome completo Hansika Pradeep Motwani (Bombay, 9 agosto 1991), è un'attrice indiana.

## Carriera
Ha recitato nella parte di una delle bambine che affiancano Hrithik Roshan in una canzone del film Koi... Mil Gaya. Talvolta è stata accreditata come Seema Motwani.
Ha alternato la sua carriera cinematografica, divisa tra Bollywood, Kollywood e Tollywood, con quella di modella.

## Filmografia parziale
- Koi... Mil Gaya (2003)
- Desamuduru (in lingua telugu) (2007)
- Aap Kaa Surroor (in lingua hindi) (2007)
- Bindaas (in lingua kannada) (2008)
- Money Hai Toh Honey Hai in hindi (2008)
- Mappillai (in lingua tamil) (2011)
- Denikaina Ready in telugu (2012)
- Theeya Velai Seiyyanum Kumaru / Something Something in lingua telugu e tamil (2013)
- Singam II in tamil (2013)
- Puli in tamil (2013)
- Pandavulu Pandavulu Tummeda (2014)
- Villain (in lingua malayalam) (2017)